# Nima Etminan
Nima Etminan (* 14. April 1978 in Hagen) ist ein deutscher Neurochirurg und Hochschullehrer.

## Leben
Nach dem Studium der Humanmedizin an der Heinrich-Heine-Universität Düsseldorf (1999–2002, 2004–2005) und der Technischen Universität München (2002–2004) begann Etminan seine Karriere 2005 in der Neurochirurgischen Universitätsklinik Düsseldorf. Von 2009 bis 2010 ging er als Clinical Fellow an das St. Michael’s Hospital, University of Toronto (Kanada), wo er seine operativen Kenntnisse in der vaskulären Neurochirurgie und Schädelbasischirurgie vertiefte und seine translationale Forschung über zerebrale Aneurysmen und die aneurysmatische Subarachnoidalblutung begann.
2010 kehrte er als Funktionsoberarzt an die Neurochirurgische Klinik der Universitätsklinik Düsseldorf zurück. Ab 2011 war er mit der Erlangung der Facharztqualifikation als Oberarzt für die Spezialgebiete „vaskuläre Neurochirurgie“ und „Schädelbasischirurgie“ verantwortlich. 2015 wechselte er an das Universitätsklinikum Mannheim, wo er bis 2019 als stellvertretender und bis 2020 als kommissarischer Direktor der Neurochirurgischen Klinik tätig war.
Seit Januar 2021 ist Etminan Direktor der Neurochirurgischen Klinik der Universitätsmedizin Mannheim und Lehrstuhlinhaber für Neurochirurgie an der Medizinischen Fakultät Mannheim der Universität Heidelberg.

## Arbeitsschwerpunkte
Etminan ist Facharzt für Neurochirurgie mit der Zusatzbezeichnung Neurochirurgische Intensivmedizin. Seine operative Expertise liegt in der Therapie von Hirngefäßmissbildungen (z. B. Aneurysmen, arterio-venöse Malformationen, Moya-Moya Syndrom), von Gehirntumoren (u. a. Glioblastome oder Metastasen) und Schädelbasistumoren (z. B. Vestibularisschwannome oder Meningeome) sowie der Behandlung von Rückenmarkstumoren. Zudem ist er spezialisiert auf die operative Behandlung von kindlichen Gehirntumoren.

## Forschungsschwerpunkte
Etminan promovierte 2008 zum Thema „In vitro Charakterisierung von Migration und Invasion humaner mesenchymaler Stammzellen in Interaktion mit humanen Gliomen“ an der Neurochirurgischen Klinik der Ludwig-Maximilian-Universität München.
Danach hat sich Etminan wissenschaftlich insbesondere auf zerebrale Aneurysmen, also Aussackungen von Blutgefäßwänden im Gehirn, und auf die aneurysmatische Subarachnoidalblutung spezialisiert. Er habilitierte an der Heinrich-Heine-Universität Düsseldorf mit dem Thema „Die Pathogenese von zerebralen Aneurysmen und der aneurysmatischen Subarachnoidalblutung“.
Bei zerebralen Aneurysmen befasste sich Etminan in seiner translationalen Forschung insbesondere mit deren Entstehung und konnte z. B. mit der Radiokarbondatierung von Aneurysmen widerlegen, dass diese eine angeborene Erkrankung sind. Zudem konnte seine Arbeitsgruppe die entscheidende Rolle der Risikofaktoren Bluthochdruck und Rauchen bei der Entstehung von Aneurysmen und der aneurysmatischen Subarachnoidalblutung herausarbeiten. Diese Erkenntnisse waren die Grundlage für die Entwicklung der weltweit ersten Phase-III-Studie zur medikamentösen Therapie von Risikofaktoren für Aneurysmen. Die randomisiert-kontrollierte Studie zur Behandlung von Risikofaktoren bei Patienten mit unrupturierten intrakraniellen Aneurysmen wird derzeit (2023) an verschiedenen Aneurysmazentren in Deutschland, den Niederlanden, Finnland und Kanada durchgeführt.
Aktuell (2023) erforscht seine Arbeitsgruppe vor allem Biomarker zur Abschätzung des Blutungsrisikos von unrupturierten Aneurysmen sowie neue Therapieansätze bei Aneurysmen und/oder aneurysmatischen Subarachnoidalblutungen.
Neben der grundlagen-wissenschaftlichen Forschung ist Etminan auch an der Ausarbeitung objektiver Beurteilungsgrundlagen und -Klassifikationen interessiert und veröffentlichte zahlreiche Arbeiten zur Beurteilung und Behandlung von Aneurysmen. So leitete er gemeinsam mit seinem Kollegen Gabriel Rinkel die Arbeitsgruppe der European Stroke Organisation zur Erstellung der Leitlinien zur Behandlung von Aneurysmen, die im Mai 2022 veröffentlicht wurden. Aktuell koordiniert er die Arbeitsgruppe der European Stroke Organisation zur Erstellung der Leitlinien zur Behandlung der aneurysmatischen Subarachnoidalblutung sowie die Arbeitsgruppe der Deutschen Gesellschaft für Neurologie zur Erstellung der deutschen Leitlinien zur Behandlung von unrupturierten intrakraniellen Aneurysmen.

## Funktionen in wissenschaftlichen Organen / Fachgesellschaften
- 2012 Steering Committee, NEWTON I Studie
- 2013 International Scientific Advisory Committee, Brain Edema Conference, Los Angeles, USA
- 2014 Steering Committee, NEWTON II Studie
- seit 2014 Prüfer, European Board Exam, European Association of Neurosurgical Societies (EANS)[16]
- 2015 International Scientific Advisory Committee, Vasospasm Conference, Kyoto, Japan
- seit 2017 Abstract Review Committee, International Stroke Conference (American Heart Association)
- 2017 International Scientific Advisory Committee, Vasospasm Conference, Los Angeles
- 2017 Executive Committee, Common data elements project Unruptured Intracranial Aneurysms and Subarachnoid Hemorrhage, National Institute of Health/National Institute for Neurological Disorders & Stroke (NIH/NINDS)
- seit 2018 Co-Koordinator der S2e Leitlinie „Nicht-rupturierte, intrakranielle Aneurysmen“ der Deutschen Gesellschaft für Neurologie (DGN)
- seit 2018 Mitglied der Study sections, StrokeNet, National Institute of Health/National Institute for Neurological Disorders & Stroke (NIH/NINDS)
- 2018–022 Co-Chair, European Stroke Organisation Working Group on Guidelines “Management of unruptured intracranial aneurysms”[17]
- seit 2018 Fellow der European Stroke Organisation (FESO)
- seit 2019 Program committee, International Conference on Subarachnoid Hemorrhage (ISAH)
- seit 2022 Chair der European Stroke Organisation Working Group on Guidelines Management of aneurysmal subarachnoid hemorrhag

## Editorial Boards
- 2013–2017 PloSOne[18]
- seit 2013 Translational Stroke Research[19]
- seit 2014 Cerebrovascular Diseases[20]
- seit 2015 Stroke[21]

## Auszeichnungen und Preise
- 2009 Wilhelm-Tönnis Stipendium, Deutsche Gesellschaft für Neurochirurgie
- 2011 Vortragspreis: The next big idea, Vasospasm 2011, Cincinnati, USA[22]
- 2012 Posterpreis, Deutsche Gesellschaft für Neurochirurgie
- 2017 Outstanding Reviewer Award, Stroke, Editorial Board Meeting, Los Angeles[23]

## Mitgliedschaften
Nima Etminan ist Mitglied in folgenden Fachgesellschaften:
- Deutsche Gesellschaft für Neurochirurgie (DGNC)
- European Association of Neurosurgical Societies (EANS)
- American Heart/Stroke Association (AHA/ASA)
- European Stroke Organisation (ESO)
- Deutsche Schlaganfallgesellschaft (DSG)
- Neurocritical Care Society (NCS)